# Albania na Letnich Igrzyskach Olimpijskich 1996
Albanię na Letnich Igrzyskach Olimpijskich 1996 reprezentowało 7 sportowców.

## Reprezentanci

### Kolarstwo
Mężczyźni
| Zawodnik     | Konkurencja                | Finał | Finał   |
| Zawodnik     | Konkurencja                | Wynik | Miejsce |
| ------------ | -------------------------- | ----- | ------- |
| Besnik Musaj | wyścig ze startu wspólnego | DNF   | DNF     |

### Lekkoatletyka
Kobiety
| Zawodniczka    | Konkurencja    | Eliminacje | Eliminacje | Finał | Finał   |
| Zawodniczka    | Konkurencja    | Wynik      | Miejsce    | Wynik | Miejsce |
| -------------- | -------------- | ---------- | ---------- | ----- | ------- |
| Vera Bitanji   | trójskok       | 12,82      | 25..       | NQ    | NQ      |
| Mirela Maniani | rzut oszczepem | 55,64      | 24..       | NQ    | NQ      |

### Podnoszenie ciężarów
Mężczyźni
| Zawodnik     | Konkurencja | Rwanie   | Rwanie  | Podrzut | Podrzut | Razem    | Pozycja |
| Zawodnik     | Konkurencja | Wynik    | Pozycja | Wynik   | Pozycja | Razem    | Pozycja |
| ------------ | ----------- | -------- | ------- | ------- | ------- | -------- | ------- |
| Ilirjan Suli | 76 kg       | 147,5 kg | =14.    | 175 kg  | =15.    | 322,5 kg | 14.     |

### Strzelectwo
Kobiety
| Zawodniczka     | Konkurencja                | Kwalifikacje | Kwalifikacje | Finał  | Finał   |
| Zawodniczka     | Konkurencja                | Punkty       | Miejsce      | Punkty | Miejsce |
| --------------- | -------------------------- | ------------ | ------------ | ------ | ------- |
| Diana Mata      | pistolet sportowy 25 m     | 575          | 20.          | NQ     | NQ      |
| Diana Mata      | pistolet pneumatyczny 10 m | 363          | 38.          | NQ     | NQ      |
| Enkelejda Shehu | pistolet sportowy 25 m     | 576          | 15.          | NQ     | NQ      |
| Enkelejda Shehu | pistolet pneumatyczny 10 m | 377          | 21.          | NQ     | NQ      |

### Zapasy
Mężczyźni – styl wolny
| Zawodnik          | Konkurencja | Runda 1            | Runda 2          | Runda 3          | Runda 4          | Runda 5          | Runda 6          | Finał/BM         | Finał/BM |
| Zawodnik          | Konkurencja | Przeciwnik Wynik   | Przeciwnik Wynik | Przeciwnik Wynik | Przeciwnik Wynik | Przeciwnik Wynik | Przeciwnik Wynik | Przeciwnik Wynik | Miejsce  |
| ----------------- | ----------- | ------------------ | ---------------- | ---------------- | ---------------- | ---------------- | ---------------- | ---------------- | -------- |
| Shkelqim Troplini | - 100 kg    | Ladik P 0-3 (Fall) | Magomedov P 0-10 | NQ               | NQ               | NQ               | NQ               | NQ               | 18.      |